# Thượng nghị viện Argentina
Thượng viện Argentina (tiếng Tây Ban Nha: Honorable Senado de la Nación Argentina) là thượng viện của Quốc hội Argentina.

## Tổng quan
Thượng viện Quốc gia được Liên minh Argentina thành lập vào ngày 29 tháng 7 năm 1854, theo các Điều 46 đến 54 của Hiến pháp năm 1853. Có 72 thành viên: ba cho mỗi tỉnh và ba cho Thành phố tự trị của thủ đô Buenos Aires. Số lượng thượng nghị sĩ mỗi tỉnh được tăng từ hai lên ba sau khi Hiến pháp Argentina được sửa đổi năm 1994, và sự thay đổi có hiệu lực từ cuộc tổng tuyển cử ngày 14 tháng 5 năm 1995.
Các thượng nghị sĩ được bầu theo nhiệm kỳ sáu năm bằng cách bầu trực tiếp trên cơ sở tỉnh, với đảng có nhiều phiếu nhất được trao hai trong số các ghế thượng viện của tỉnh và đảng thứ hai nhận ghế thứ ba. Trong lịch sử, các thượng nghị sĩ được bầu gián tiếp theo nhiệm kỳ chín năm bởi mỗi cơ quan lập pháp tỉnh. Những điều khoản này đã bị bãi bỏ bởi tu chính án hiến pháp năm 1994, và cuộc bầu cử trực tiếp vào Thượng viện có hiệu lực vào năm 2001. Hiện tại một phần ba số thành viên được bầu hai năm một lần. Một phần ba các tỉnh tổ chức bầu cử thượng nghị sĩ cứ hai năm một lần; không có giới hạn thuật ngữ.
Phó Tổng thống Argentina là Chủ tịch Thượng viện, nhưng chỉ được bỏ phiếu khi số phiếu thuận - chống ngang nhau. Trong thực tế, Chủ tịch Thượng viện tạm quyền đảm nhiệm việc chủ tọa Thượng viện.
Thượng viện phải có được đại biểu để cân nhắc, đây là một đa số tuyệt đối. Nó có quyền phê duyệt các dự luật được thông qua bởi Hạ viện, kêu gọi các phiên họp chung với Hạ viện hoặc các phiên đặc biệt với các chuyên gia và các bên quan tâm, và gửi các hóa đơn cho chữ ký của tổng thống; lần lượt các dự luật được giới thiệu tại Thượng viện phải được Hạ viện chấp thuận cho đệ trình lên tổng thống. Thượng viện phải đưa ra bất kỳ thay đổi nào đối với chính sách chia sẻ doanh thu liên bang, phê chuẩn các điều ước quốc tế, phê chuẩn các thay đổi đối với luật hình sự hoặc hiến pháp liên bang, cũng như xác nhận hoặc luận tội các ứng cử viên tổng thống cho nội các, tư pháp, lực lượng vũ trang và quân đoàn ngoại giao, trong số bài viết liên bang khác.
Có hai mươi bốn ủy ban thường trực gồm mười lăm thành viên, bao gồm:
Các thỏa thuận (xác nhận các ứng cử viên liên bang)
- Hiến pháp
- Đối ngoại và thờ cúng
- Tư pháp và hình sự
- Pháp luật chung
- Ngân sách và tài chính
- Hành chính và thành phố
- Quốc phòng
- An ninh nội địa và buôn bán ma túy
- Kinh tế và đầu tư quốc gia
- Công nghiệp và Thương mại
- Các nền kinh tế khu vực, doanh nghiệp siêu nhỏ, nhỏ và vừa
- Lao động và an sinh xã hội
- Nông nghiệp, chăn nuôi gia súc và đánh cá
- Giáo dục, Văn hóa, Khoa học và Công nghệ
- Quyền và bảo lãnh
- Khai thác, năng lượng và nhiên liệu
- Sức khỏe và Thể thao
- Cơ sở hạ tầng, nhà ở và giao thông
- Hệ thống, truyền thông và tự do ngôn luận
- Môi trường và phát triển con người
- Dân số và phát triển con người
- Chia sẻ doanh thu liên bang
- Du lịch.

### Yêu cầu
Theo Mục 55 của Hiến pháp Argentina, các ứng cử viên cho Thượng viện Argentina phải:
- ít nhất 30 tuổi
- là công dân của Argentina ít nhất sáu năm
- có nguồn gốc từ tỉnh của văn phòng của mình, hoặc đã là cư dân của tỉnh đó trong hai năm.